# Traditi humilitati nostrae

Wappen Papst Pius’ VIII.

Traditi humilitati nostrae („Unserer Demut geschuldet“) ist die einzige Enzyklika Papst Pius’ VIII. Die an die Bischöfe der Kirche gerichtete Enzyklika über die grundsätzliche Ausrichtung seines Pontifikates wurde am 24. Mai 1829 veröffentlicht.
Nach dem Antritt seines Pontifikates sieht Pius VIII. seine erste und vorrangigste Pflicht in der Sorge des Hirten für seine Herde, damit kein Schaf verloren gehe. Der Papst beklagt die zunehmende Verbreitung von Irrtümern und widernatürlichen Lehren, die nicht länger im Verborgenen, sondern in aller Offenheit und mit Nachdruck gegen den katholischen Glauben wirkten. Zu diesen Irrlehren gehöre auch die mangelnde Unterscheidungskraft in Bezug auf die Religionen und die Ansicht, die Pforte zum ewigen Heil öffne sich für jedermann und aus jedem Glauben heraus. Leichtfertig und aus Dummheit heraus wendeten sich Gläubige auch vom Katholizismus ab. In der Tat widerspreche diese fatale Idee auch dem Licht der natürlichen Vernunft. Wenn das eine richtig sei, müsse das andere notwendigerweise falsch sein, es könne keine Einheit des Lichtes mit der Finsternis geben.
Man müsse sich aber auch von jenen hüten, die die Heilige Schrift mit neuen Interpretationen anreicherten und verbreiteten, die den Lehren der Kirche widersprächen. Sie ersetzten kunstfertig die Aussage der Heiligen Schrift durch ihre eigene Meinung. Mit unglaublichem Aufwand würden Bibelübersetzungen in der jeweiligen Muttersprache auch den Ungebildeten zugänglich gemacht. Dabei seien jene Ausgaben kaum einmal ohne kleine Einfügungen zu finden, die Pius als „abartig“ bezeichnet. Jene stellten sicher, dass der Leser tödliches Gift anstelle des Wassers des Heiles trinke. Der Papst verweist an dieser Stelle auf das Konzil von Trient, das festgelegt habe, dass niemand in Bezug Fragen des Glaubens die Aussagen der Schrift so verdrehen dürfe, bis sie zu seiner eigenen Meinung passe oder der Lehre der Kirche oder der Päpste widerspreche.
Im Weiteren spricht der Papst über das Wirken geheimer Bünde an Schulen und Seminarien und der Verbreitung ketzerischer Schriften. Die Absicht jener Bünde gelte der Zerstörung des Reiches Gottes. Ferner ermutigt Pius die Bischöfe, den Gläubigen die Heiligkeit des Ehestandes und des Ehesakramentes vor Augen zu führen. Früher habe eine Ehe nur den Zweck gehabt, Kinder hervorzubringen. Christus, der Herr, habe sie zur Würde eines Sakrament erhoben.